# Maria Magdalena Fugger

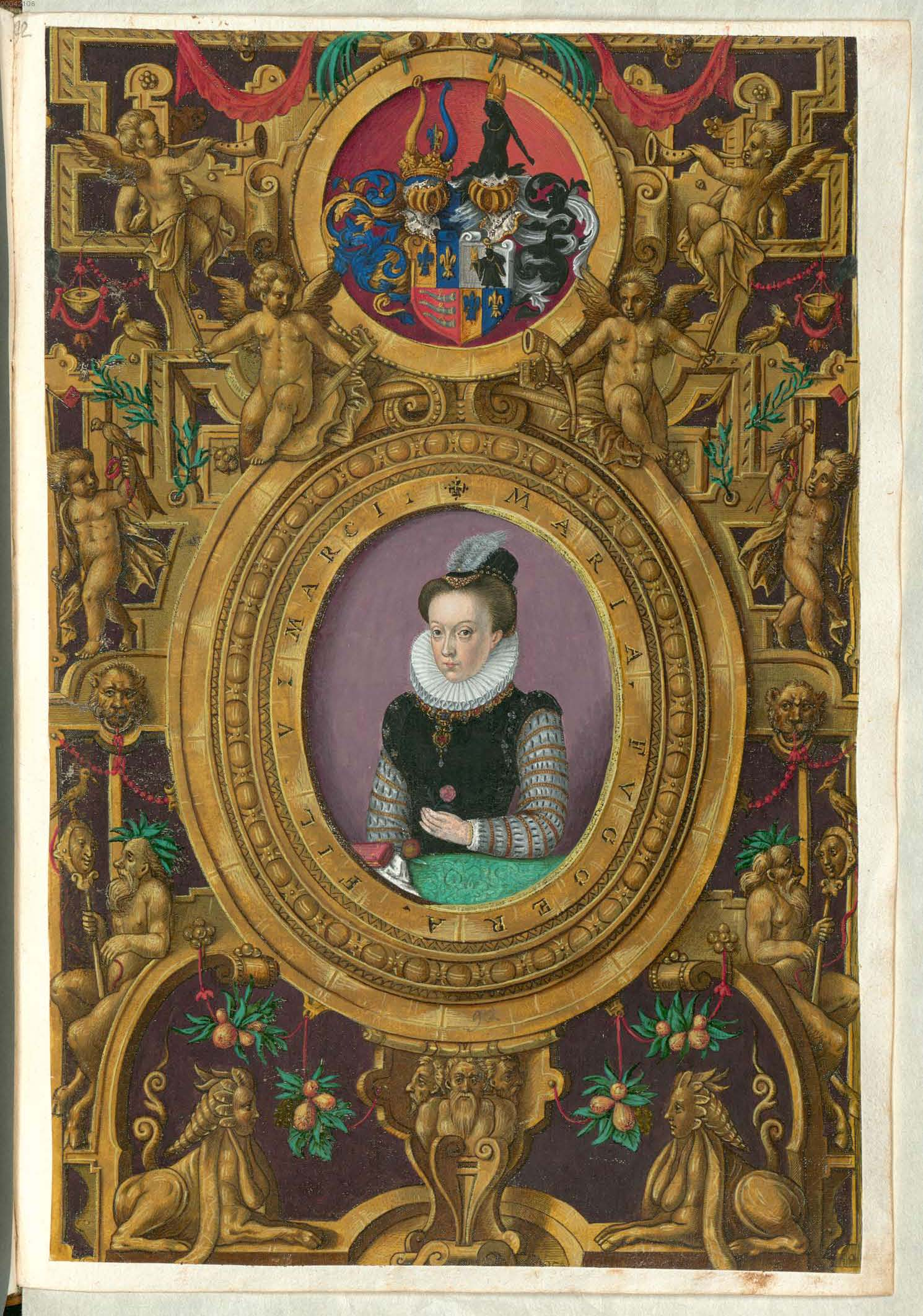
Maria Magdalena Fugger nach einem Stich von Domenicus Custos.

Maria Magdalena Fugger von Kirchberg und zu Weißenhorn (* 30. April 1566 in der Freien Reichsstadt Augsburg, HRR; † 29. Mai 1646 (?) auf der Bibersburg, Königreich Ungarn) war eine Adelige aus dem Hause Fugger und Ehefrau von Nikolaus II. Pálffy.

## Leben
Maria Magdalena Fugger war die Tochter von Marcus (Marx) Fugger und dessen Ehefrau Sibylla von Eberstein (* 1531, † 1589). Von den 15 Kindern, die Sybilla von Eberstein zwischen 1555 und 1574 zur Welt brachte, haben nur neun das Erwachsenenalter erreicht. Sybilla entstammte einer vornehmen Adelsfamilie, sie war die Tochter des einflussreichen Grafen Wilhelm IV. von Eberstein, der zwischen 1546 und 1555 Präsident des Reichskammergerichtes war.
Maria Magdalenas Vater sowie dessen beide Brüder Hans Fugger und Jacob Fugger hatten auch wirtschaftliche Interessen im damaligen Königreich Ungarn. Die Herrschaft Bibersburg erwarb Maria Magdalenas Großvater Anton Fugger im Jahre 1535 mit Zustimmung Kaiser Ferdinands I. und als Dank für ihre Verdienste. Die drei Söhne Anton Fuggers beschlossen jedoch in Ungarn ihre Geschäftstätigkeit aufzugeben, und deshalb beabsichtigten sie auch die Herrschaft Bibersburg zu veräußern. Für den Erwerb der Herrschaft interessierte sich auch der durch seine Erfolge in den Türkenkriegen durchaus populäre und beliebte Feldherr Nikolaus II. Pálffy, der auch außerordentlich gute Beziehungen zum Kaiserhaus unterhielt und im Jahre 1580 vom Kaiser Rudolf II. zum Obergespan des Komitats Preßburg ernannt wurde.
Während der Kaufverhandlungen lernte Pállfy anlässlich eines Besuches bei den Fuggers in Augsburg Maria Magdalena kennen, in die er sich verliebte. Im Herbst 1582 begannen die beiden Verliebten zu korrespondieren und Maria Magdalena schickte auch ihr Porträt. Als ihr Bruder Georg 1583 in Trient Elena di Madruzzo heiratete, war auch Pálffy unter den Hochzeitsgästen.
Am 4. Juni 1583 wurde Maria Magdalena in einer pompösen Hochzeit in Augsburg mit Nikolaus Pálffy verheiratet. Die Hochzeit war ein gesellschaftliches Ereignis, an dem zahlreiche Mitglieder der Hocharistokratie teilnahmen. Danach zog das junge Paar auf ihren neuen Wohnsitz auf die Bibersburg in Königreich Ungarn.
Gleich zu Beginn ihrer Ehe während ihrer ersten Schwangerschaft erkrankte Maria Magdalena an Pocken, von denen sie jedoch genas.
Die Ehe mit Pálffy kann als glücklich bezeichnet werden, auch wenn der Umzug nach Ungarn für Maria Magdalena eine große Umstellung bedeutete. Im 16. Jahrhundert gehörte ihre Vaterstadt Augsburg zu den bedeutendsten Handelszentren der Welt und sie musste sich an das ruhige, ländliche Leben auf der Bibersburg in Ungarn erst gewöhnen. Ihr Ehemann, der ja zu den gefeiertesten Heerführern der damaligen Zeit gehörte, hielt sich über längere Zeitspannen bei seinem Heer auf. Als enger Berater von Kaiser Rudolf II. und Erzherzog Ernst war er auch häufig in politischer und diplomatischer Mission unterwegs. Es war ja die Zeit der Türkenkriege. Mit Nikolaus Pálffy unterhielt Maria Magdalena eine rege deutschsprachige Korrespondenz und in ihren Briefen beklagt sie immer wieder ihre Einsamkeit, „das Fernbleiben ihres Mannes kommt ihr wie ein Jahrhundert“ vor, schreibt sie in einem ihrer Briefe an Pálffy. Auf der Bibersburg beschäftigte sie sich mit Hundezucht und umgab sich mit Papageien.

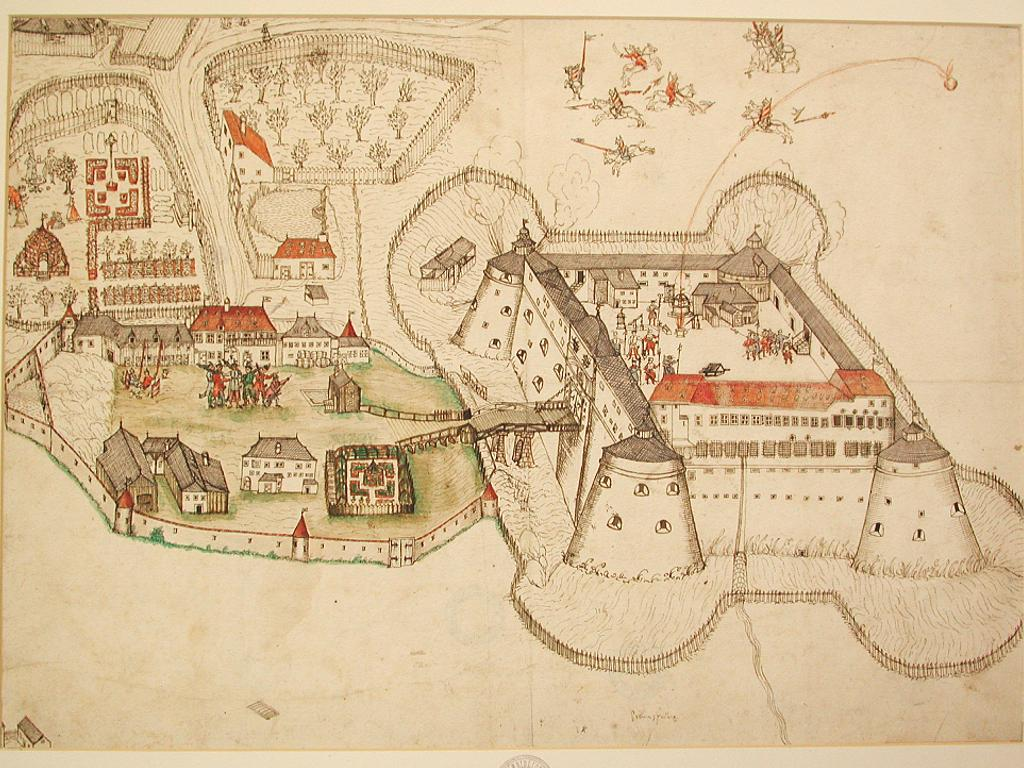
Die Bibersburg um 1570

Um ihre Einsamkeit zu lindern und weil sie das Stadtmillieu sehr vermisste, hielt sie sich häufig in den Pálffy-Palais in Wien oder Preßburg auf. Preßburg war in der damaligen Zeit die Hauptstadt des Königreichs Ungarn, aber eine deutschsprachige Stadt mit mehrheitlich deutscher Bevölkerung. Für Maria Magdalena, welche die ungarische Sprache zeitlebens nie richtig erlernte, war deshalb Preßburg ein willkommener Aufenthaltsort.
Am 23. April 1600 starb plötzlich und unerwartet nach kurzer Krankheit Nikolaus Pálffy auf der Bibersburg. Testamentarisch hatte Nikolaus verfügt, dass Maria Magdalena Generalerbin seines gesamten Vermögens werden solle, und gleichzeitig übertrug er ihr auch die Vormundschaft für die minderjährigen Kinder. In der ersten Zeit ihrer Witwenschaft erhielt Maria Magdalena durch ihren Schwager, den einflussreichen Stephan I. Illesházy, große Unterstützung. Illesházy war mit der Familie eng verbunden und war Taufpate aller Kinder des Ehepaars Pálffy.
Nach dem Tode von Nikolaus Pálffy ließ Maria Magdalena Fugger in Preßburger St. Martinsdom, der Krönungkarhedrale der ungarischen Könige, für ihren Ehemann eine Gruft errichten, in der auch sie selbst wie auch ihre Nachkommen die letzte Ruhe finden sollten.
Nach offizieller Statistik soll Maria Magdalena Fugger am 29. Mai 1646 auf der Bibersburg gestorben sein. Gemäß eines Schreibens ihres Sohnes Johann soll Maria Magdalena jedoch bereits im Mai 1643 verstorben sein. Und auch der Sohn Paul berichtet in einem Schreiben vom Januar 1645, dass seine Mutter noch immer nicht bestattet wurde. Als Grund der Verzögerung gab er Familienstreitigkeiten bezüglich des Testaments von Maria Magdalena an, das sich im Besitz ihres (Stief-)Enkels Ádam Forgách befand und der sich weigerte das Testament der Familie herauszugeben.
Gemäß Familienstatistik starben Maria Magdalenas zwei ältere Söhne im Jahre 1646. Für beide Söhne wird das Sterbedatum mit dem 29. Mai 1646 angegeben – ein Datum, das mit dem in der Literatur angegebenen Sterbedatum von Maria Magdalena identisch ist. Deshalb kann angenommen werden, dass der 29. Mai 1646 nicht das Sterbedatum von den drei genannten Personen ist, sondern der Tag, an dem Maria Magdalena sowie ihre Söhne Stephan und Johann im Preßburger St. Martinsdom bestattet wurden.

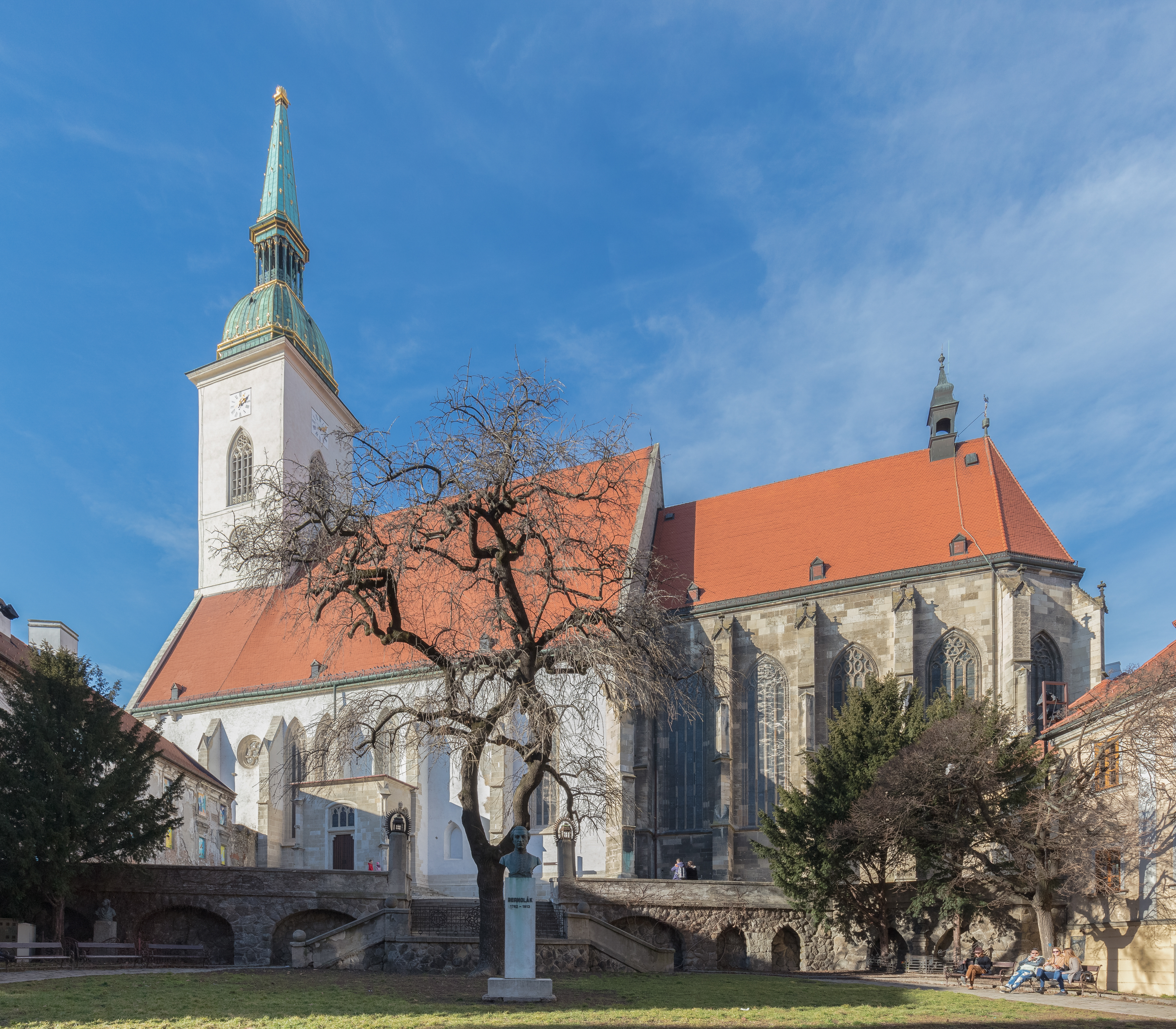
Der St.-Martins-Dom zu Preßburg (Zustand 2020)

Maria Magdalena Fugger gehört sicherlich zu den bedeutendsten Frauen der Adelsfamilie der Pálffys. Sie war es, die sich vor allem in ihrer Zeit als Witwe vorbildlich um die ihr anvertraute Herrschaft kümmerte. Als Familienvorstand ließ sie ihre Söhne an den besten Schulen Deutschlands, Österreichs und Italiens studieren. Alle Kinder heirateten in Familien der Hocharistokratie ein. Sie legte den Grundstein, dass die Bibersburg weitere 300 Jahre lang ununterbrochen im Besitz des Adelsgeschlechtes der Pálffy verblieb. Erst nach dem Zweiten Weltkrieg wurde die Bibersburg 1945 vom tschechoslowakischen Staat verstaatlicht, die Pálffys wurden enteignet und aus dem Land vertrieben.
Maria Magdalena Fugger wurde 1646 – ihrem eigenen Wunsch entsprechend – ebenfalls in der von ihr errichteten Pálffygruft im Preßburger St. Martinsdom beigesetzt. Weitere Mitglieder der Familie Pálffy folgten. Bei der letzten Öffnung der Gruft (in den ersten Jahren des 21. Jahrhunderts) fand man zwanzig Särge. Deren Untersuchung ergab, dass sie alle leer waren. Wohin die Gebeine der Verstorbenen verbracht wurden, konnte von der Untersuchungskommission nicht geklärt werden…

## Nachkommen
Aus der überaus glücklichen Ehe mit Nikolaus Pálffy gingen acht Kinder hervor, von denen jedoch lediglich sechs das Erwachsenenalter erreichten:
- Stephan (1586–1646), Ungarischer Kronhüter, Obergespan des Komitats Preßburg ⚭ Eva Susanna Gräfin Puchhaim
- Johann (1588–1646), Ungarischer Kronhüter ⚭ Judith von Amadé
- Katharina (1590–1639) ⚭ Baron Zsigmond Forgách de Ghymes et Gács (1560–1621)
- Paul (1592–1653), Präsident der Ungarischen Hofkammer, Palatin von Ungarn ⚭ Maria Franziska Gräfin von Khuen und Belásy
- Niklas (1593–1621), Kämmerer
- Maria Sophia (* 1596 in Preßburg, † 1668 in Graz) ⚭ Maximilian Graf von Trauttmansdorff (1584–1650)